# Старомаяківська сільська рада
Старомаякі́вська сільська́ ра́да — орган місцевого самоврядування Старомаяківської сільської громади Березівського району Одеської області. Рада утворена в 1923 році як адміністративно-територіальна одиниця.

## Склад ради
Рада складається з 16 депутатів та голови.
- Голова ради: Скрипніченко Володимир Маркович
- Секретар ради: Савровець Любов Федорівна

### Керівний склад попередніх скликань
| Прізвище, ім'я, по батькові     | Основні відомості                                                                     | Дата обрання | Дата звільнення |
| ------------------------------- | ------------------------------------------------------------------------------------- | ------------ | --------------- |
| Скрипніченко Володимир Маркович | Сільський голова, 1957 року народження, освіта незакінчена вища, безпартійний         | 26.03.2006   | 31.10.2010      |
| Скрипніченко Володимир Маркович | Сільський голова, 1957 року народження, освіта незакінчена вища, член Партії регіонів | 31.10.2010   |                 |

Примітка: таблиця складена за даними сайту Верховної Ради України

### Депутати
За результатами місцевих виборів 2010 року депутатами ради стали:

#### За суб'єктами висування
| Суб'єкт висування | Кількість обраних депутатів | %    |
| ----------------- | --------------------------- | ---- |
| Партія регіонів   | 13                          | 81,3 |
| Самовисування     | 3                           | 18,8 |

#### За округами
| № округу        | Прізвище, ім'я, по батькові      | Дата визнання обраним | Освіта  | Партійна приналежність | Відомості про обраного депутата                |
| --------------- | -------------------------------- | --------------------- | ------- | ---------------------- | ---------------------------------------------- |
| Партія регіонів |                                  |                       |         |                        |                                                |
| 1               | Марарескул Ольга Іванівна        | 02.11.2010            | середня | позапартійна           | домогосподарка                                 |
| 2               | Осадчий Анатолій Петрович        | 02.11.2010            | середня | позапартійний          | тимчасово не працює                            |
| 3               | Міхніч Тамара Андріївна          | 02.11.2010            | середня | член Партії регіонів   | домогосподарка                                 |
| 4               | Болтажі Вячеслав Петрович        | 02.11.2010            | середня | позапартійний          | тимчасово не працює                            |
| 5               | Ремешевська Ірина Миколаївна     | 02.11.2010            | вища    | член Партії регіонів   | загальноосвітня школа с. Старі Маяки, вчитель  |
| 6               | Григоріца Іван Миколайович       | 02.11.2010            | середня | позапартійний          | тимчасово не працює                            |
| 7               | Лисенко Олена Іванівна           | 02.11.2010            | середня | позапартійна           | загальноосвітня школа с. Старі Маяки, вчитель  |
| 8               | Логінова Ольга Іванівна          | 02.11.2010            | середня | позапартійна           | фельдшерсько-акушерський пункт, завідувачка    |
| 12              | Григоріца Микола Іванович        | 02.11.2010            | середня | позапартійний          | тимчасово не працює                            |
| 13              | Маймескул Олег Вікторович        | 02.11.2010            | середня | позапартійний          | ПСП «Світанок»                                 |
| 14              | Ганзюк Микола Володимирович      | 02.11.2010            | середня | позапартійний          | лісгосп, механізатор                           |
| 15              | Панченко Ігор Кіндратович        | 02.11.2010            | середня | позапартійний          | автозаправна станція Ширяєве, оператор         |
| 16              | Будіш Віктор Іванович            | 02.11.2010            | середня | позапартійний          | автозаправна станція «Аист», оператор          |
| Самовисування   |                                  |                       |         |                        |                                                |
| 9               | Ступак Валентин Володимирович    | 02.11.2010            | вища    | позапартійний          | загальноосвітня школа с. Старі Маяки, вчитель  |
| 10              | Савровець Любов Федорівна        | 02.11.2010            | вища    | позапартійна           | сільська рада, секретар                        |
| 11              | Білокамінська Наталія Вікторівна | 02.11.2010            | вища    | позапартійна           | загальноосвітня школа с. Старі Маяки, директор |